# 아르비니

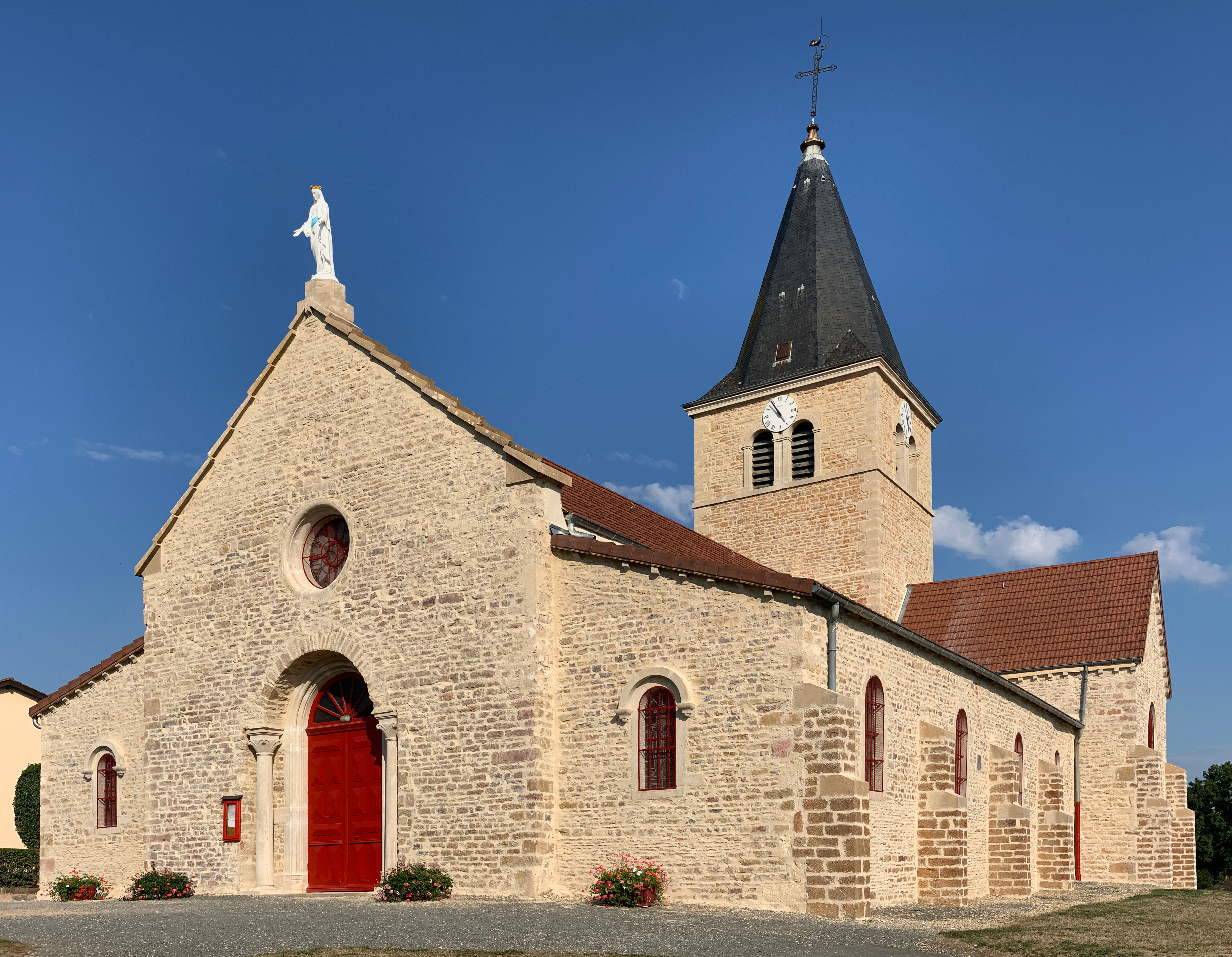

아르비니(프랑스어: Arbigny)는 프랑스 동부 앵주에 위치한 코뮌 중 하나이다. 한때 인구가 1055명 (1806년)으로 많았으나 제 1차 세계 대전 이후로 인구가 감소해 현재는 368명이다.

## 인구
| 연도 | 인구 | ±%    |
| ---- | ---- | ----- |
| 2005 | 349  | —     |
| 2006 | 349  | +0.0% |
| 2007 | 352  | +0.9% |
| 2008 | 368  | +4.5% |
| 2009 | 383  | +4.1% |
| 2010 | 399  | +4.2% |
| 2011 | 405  | +1.5% |
| 2012 | 414  | +2.2% |
| 2013 | 427  | +3.1% |
| 2014 | 440  | +3.0% |
| 2015 | 453  | +3.0% |
| 2016 | 462  | +2.0% |

## 같이 보기
- 앵 주의 코뮌 목록